# Schleuse Langwedel
Die Schleuse Langwedel ist eine Schleuse am Mittellauf der Weser. Sie liegt in der niedersächsischen Gemeinde Langwedel, im Landkreis Verden und gehört zur Staustufe Langwedel mit Wasserkraftwerk.

## Lage
Die Schleuse Langwedel liegt bei Flusskilometer 329,4 bzw. bei Kilometer 5,6 des 8,5 km langen Weser-Schleusenkanals im Ortsteil Cluvenhagen der Gemeinde Langwedel. Sie befindet sich zwischen der stromaufwärts gelegenen Schleuse Dörverden und den stromabwärts gelegenen Bremer Weserschleusen. Der Weser-Schleusenkanal kürzt Flussschleifen der Weser ab. Durch den Bau des Kanals ab 1937 wurden Teile der Alten Aller zugeschüttet bzw. umgeleitet. Der Ortsteil Hagen-Grinden befindet sich seitdem in einer Insellage zwischen Kanal und Weser und ist über drei Kanalbrücken erreichbar.

## Betrieb
Die Schleuse Langwedel wird vom Wasserstraßen- und Schifffahrtsamt Weser betrieben. Die Schleuse wird seit September 2010 von der Fernbedienzentrale Schleusen des Wasser- und Schifffahrtsamtes Minden fernüberwacht und -gesteuert. Somit ist vor Ort kein Bedienpersonal mehr erforderlich. Die Betriebszeiten der Schleuse Langwedel sind wochentags von 6 bis 22 Uhr und sonntags von 8 bis 16 Uhr.
Die Schleuse wurde nach fünfjähriger Bauzeit im Juli 1958 in Betrieb genommen. Die Schleusenkammer hat eine nutzbare Länge von 215 Meter, eine nutzbare Breite von 12,36 Meter und ist 11,50 Meter tief. Sie hat eine maximale Fallhöhe von 5,5 Meter. Die Ober- und Untertore sind als zweiflügelige Stemmtore in Riegelbauweise ausgeführt. Die Schleuse wird außer von Binnenschiffen auch von Sportbooten genutzt.

## Sonstiges
Die Schleuse wurde bei Hochwasser öfter von der Außenwelt abgeschnitten.
An der Schleuse Langwedel führt der Weserradweg vorbei. Auf dem Schleusengelände befinden sich Informationstafeln zur Funktionsweise der Schleuse und eine Schutzhütte.

Lage von Schleuse und Wehr Langwedel in der Wasserstraße Mittelweser